# Háda József
Háda József (Budapest, 1911. március 2. – Budapest, 1994. január 11.) világbajnoki ezüstérmes labdarúgó, kapus.

## Pályafutása

### Klubcsapatban
1930 és 1939 között a Ferencvárosban összesen 289 alkalommal védett (138 bajnoki, 137 nemzetközi, 14 hazai díjmérkőzés). Háromszoros bajnok a csapattal: köztük a 100 százalékos eredménnyel nyert 1931-32-es bajnokcsapat tagja. Kétszeres magyar kupagyőztes, 1937-ben a Közép-európai kupagyőztes csapat kapusa volt.

### A válogatottban
1932 és 1938 között 16 alkalommal védett a magyar válogatottban. Tagja volt az 1934-es labdarúgó-világbajnokságon részt vevő csapatnak, de pályára nem lépett. Az 
1938-as labdarúgó-világbajnokságon a válogatott első mérkőzésén, Holland-India ellen ő védett és ezzel az ezüstérmet szerzett csapat tagja volt. Ez a mérkőzés volt az utolsó válogatott mérkőzése.

### Edzőként
Edzői szolgálatot Szudánban és Etiópiában végzett. Ezt követően külföldön élt, egy nyomdát üzemeltetett. Az 1970-es években Angliába költözött. Huszonnyolc év után, 1985-ben látogatott először Magyarországra.

## Sikerei, díjai
- Világbajnokság
  - 2.: 1938, Franciaország
- Magyar bajnokság
  - bajnok: 1931-32, 1933-34, 1937-38
  - 2.: 1934-35, 1936-37, 1938-39
  - 3.: 1930-31, 1932-33, 1935-36
- Magyar Kupa
  - győztes: 1933, 1935
  - döntős: 1931, 1932
- Közép-európai kupa
  - győztes: 1937
- az FTC örökös bajnoka: 1974

## Jegyzetek

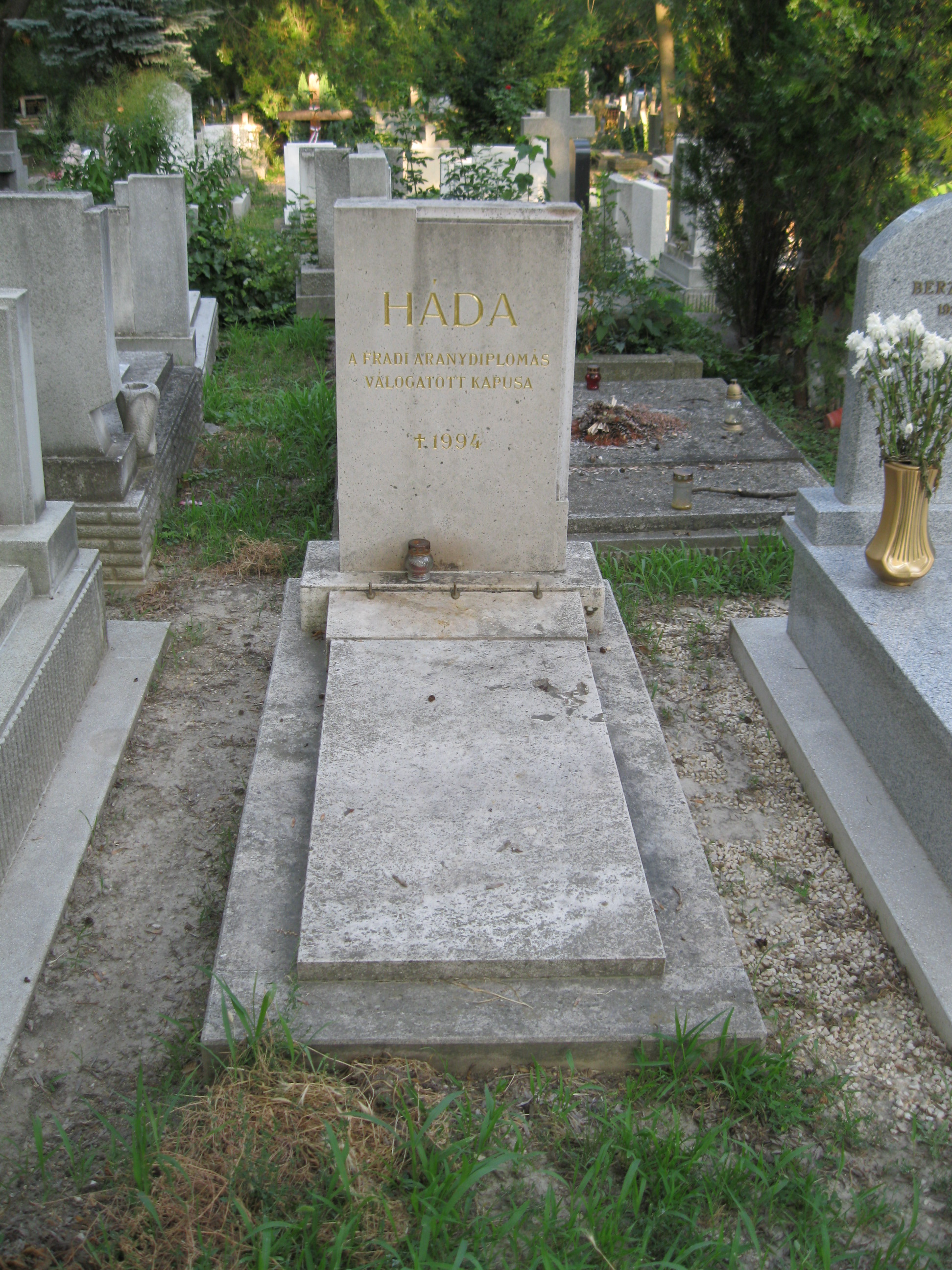
Háda József sírja a Farkasréti temetőben (9/2-1-49)

## Statisztika

### Mérkőzései a válogatottban
| Magyarország | Magyarország         | Magyarország                    | Magyarország  | Magyarország | Magyarország  | Magyarország    | Magyarország | Magyarország |
| #            | Dátum                | Helyszín                        | Hazai         | Eredmény     | Vendég        | Kiírás          | Gólok        | Esemény      |
| ------------ | -------------------- | ------------------------------- | ------------- | ------------ | ------------- | --------------- | ------------ | ------------ |
| 1.           | 1932. május 8.       | Budapest, Hungária körúti pálya | Magyarország  | 1 – 1        | Olaszország   | Európa-kupa     | -            |              |
| 2.           | 1932. június 19.     | Bern                            | Svájc         | 3 – 1        | Magyarország  | Európa-kupa     | -            |              |
| 3.           | 1932. október 30.    | Budapest, Hungária körúti pálya | Magyarország  | 2 – 1        | Németország   | barátságos      | -            |              |
| 4.           | 1933. szeptember 17. | Budapest, Hungária körúti pálya | Magyarország  | 3 – 0        | Svájc         | Európa-kupa     | -            |              |
| 5.           | 1933. október 1.     | Bécs, Hohe Warte                | Ausztria      | 2 – 2        | Magyarország  | barátságos      | -            |              |
| 6.           | 1933. október 22.    | Budapest, Üllői úti pálya       | Magyarország  | 0 – 1        | Olaszország   | Európa-kupa     | -            |              |
| 7.           | 1934. január 14.     | Frankfurt                       | Németország   | 3 – 1        | Magyarország  | barátságos      | -            |              |
| 8.           | 1934. március 25.    | Szófia                          | Bulgária      | 1 – 4        | Magyarország  | vb-selejtező    | -            | 71'          |
| 9.           | 1934. április 15.    | Bécs, Hohe Warte                | Ausztria      | 5 – 2        | Magyarország  | barátságos      | -            |              |
| 10.          | 1934. április 29.    | Prága                           | Csehszlovákia | 2 – 2        | Magyarország  | Európa-kupa     | -            |              |
| 11.          | 1934. május 10.      | Budapest, Üllői úti pálya       | Magyarország  | 2 – 1        | Anglia        | barátságos      | -            |              |
| 12.          | 1934. október 7.     | Budapest, Hungária körúti pálya | Magyarország  | 3 – 1        | Ausztria      | barátságos      | -            |              |
| 13.          | 1934. december 16.   | Dublin, Dalymount Park          | Írország      | 2 – 4        | Magyarország  | barátságos      | -            | 46'          |
| 14.          | 1938. március 20.    | Nürnberg                        | Németország   | 1 – 1        | Magyarország  | barátságos      | -            |              |
| 15.          | 1938. március 25.    | Budapest, Hungária körúti pálya | Magyarország  | 11 – 1       | Görögország   | vb-selejtező    | -            |              |
| 16.          | 1938. június 5.      | Reims (FRA)                     | Magyarország  | 6 – 0        | Holland India | vb-nyolcaddöntő | -            |              |
|              | Összesen             |                                 |               | 16           | mérkőzés      |                 | 0            | gól          |